# Dziadek Mróz

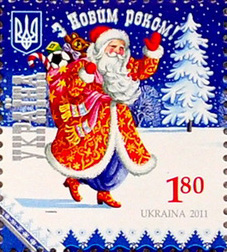
Ukraiński Dziadek Mróz

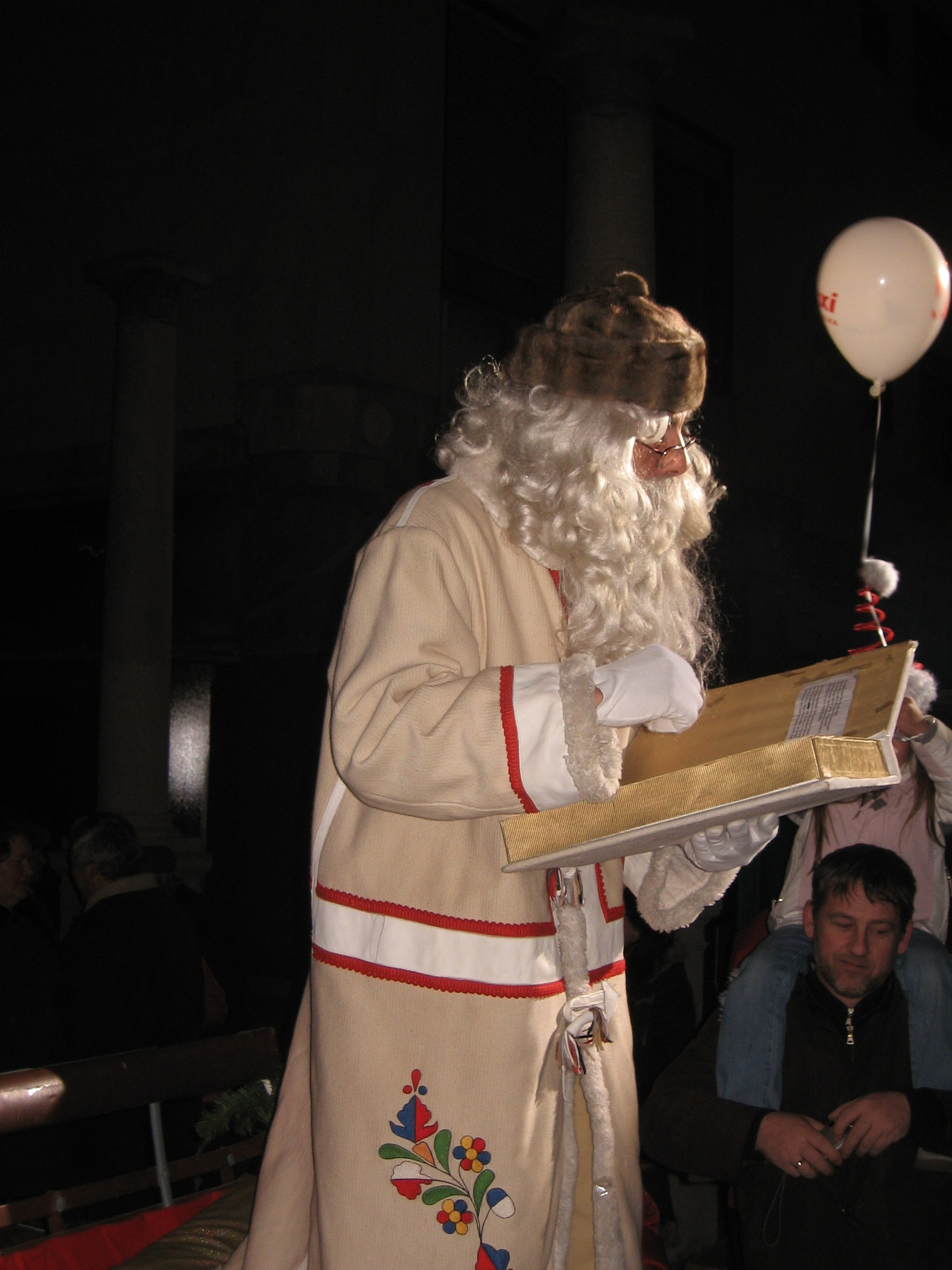
Słoweński Dziadek Mróz

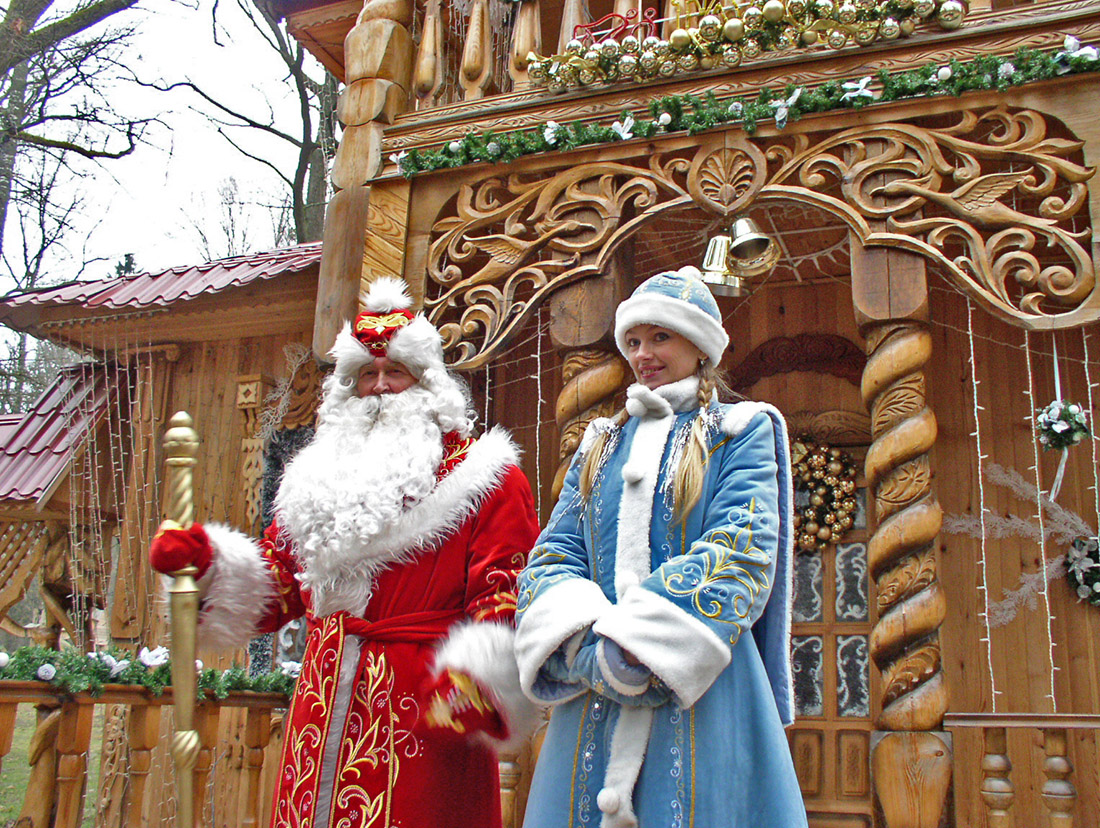
Dziadek Mróz i Śnieżynka w Puszczy Białowieskiej na Białorusi

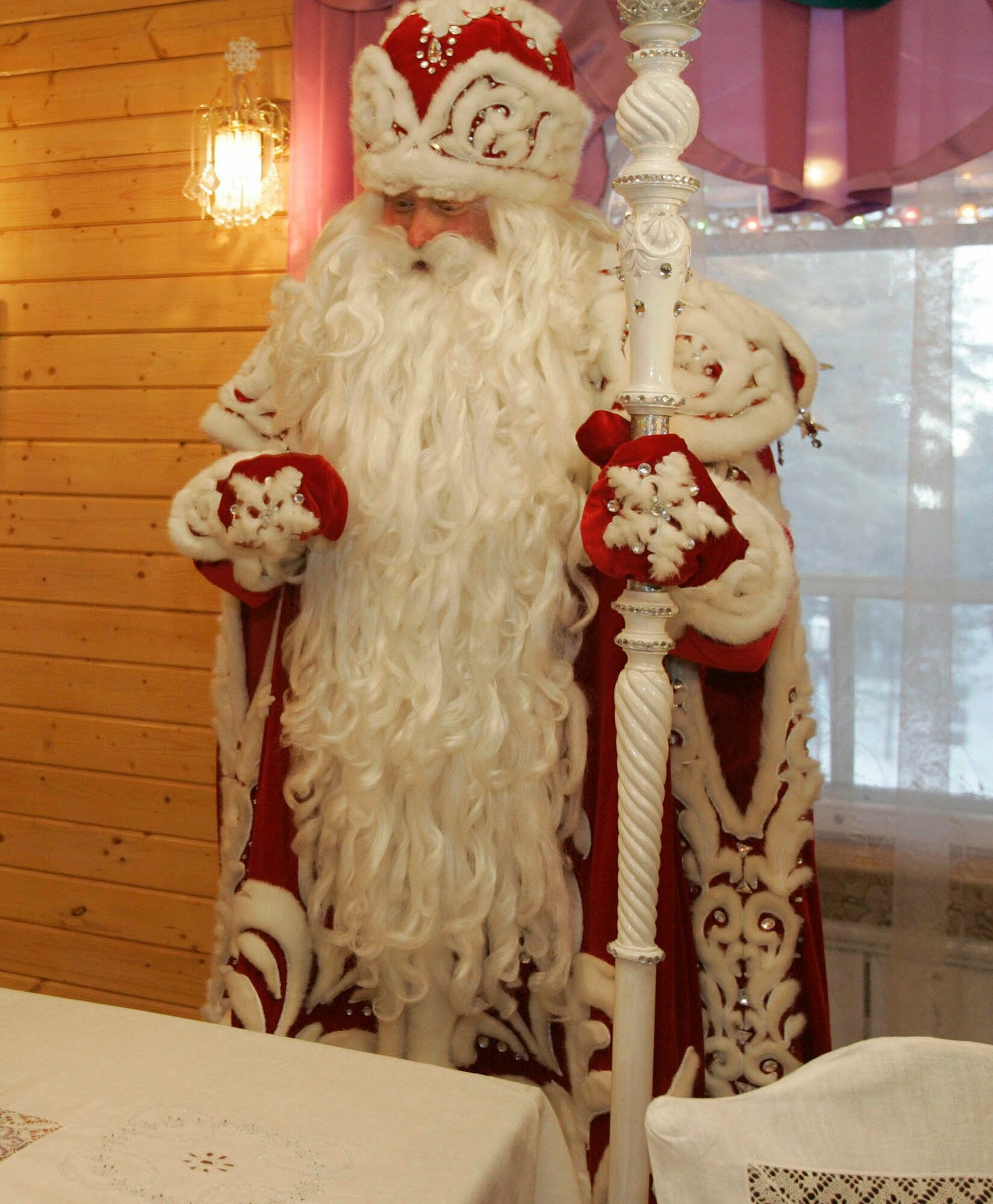
Dziadek Mróz w Wielkim Ustiugu w Rosji

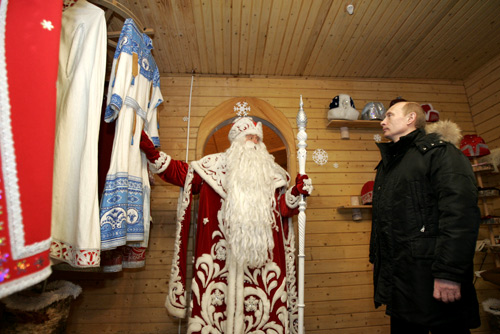
Władimir Putin u Dziadka Mroza (7 stycznia 2008)

Dziadek Mróz (ros. Дед Мороз) – pierwotnie postać ze wschodniosłowiańskiego folkloru, w okresie istnienia Związku Radzieckiego spopularyzowana tamże jako świecki odpowiednik Świętego Mikołaja, z którym czasem bywa mylony. Dziadek Mróz pojawia się na Nowy Rok, żeby wręczać dzieciom prezenty. Jego wnuczką jest Śnieżynka. W okresie stalinowskim rozszerzano teren jego działania na inne kraje bloku wschodniego, w tym Polskę. Od 2005 w Rosji obchodzone są urodziny Dziadka Mroza, które wypadają 18 listopada. Obchody mają miejsce w miejscowości Wielki Ustiug w północnej części Rosji, która jest uważana za siedzibę Dziadka Mroza.
W południowej części Puszczy Białowieskiej, po białoruskiej stronie, w pobliżu wsi Kamieniuki, znajduje się jedna z największych tutejszych atrakcji – siedziba Dziadka Mroza.

## Historia
Dawne opowieści przedstawiały Dziadka Mroza jako nikczemnego i okrutnego czarnoksiężnika, podobnego do starych słowiańskich bogów: „Pozwizda” – boga wiatru i pogody, „Zimnika” – boga zimy i „Korochuna” – boga podziemnego świata. Według legendy, Dziadek Mróz lubił zamrażać ludzi i porywać dzieci, które wsadzał do swojego olbrzymiego worka. Rodzice, żeby je odzyskać, musieli dawać mu w zamian prezenty.
Jednakże pod wpływem prawosławnych tradycji, charakter Dziadka Mroza z czasem zupełnie się zmienił i przejął niektóre cechy holenderskiego Sinterklaasa, odpowiednika Świętego Mikołaja.
W XIX wieku obraz i legenda Dziadka Mroza został ostatecznie ukształtowany przez literaturę. Duży wpływ miała na to bajka sławnego rosyjskiego dramaturga Aleksandra Ostrowskiego, Śnieżynka, oraz libretto Nikołaja Rimskiego–Korsakowa na niej oparte. Pod koniec XIX wieku Dziadek Mróz stał się w Imperium Rosyjskim najpopularniejszą noworoczną postacią rozdającą dzieciom prezenty. W czasach przedrewolucyjnych Dziadek Mróz przynosił prezenty raczej w prawosławne święta Bożego Narodzenia (według kalendarza gregoriańskiego 7 stycznia) niż na Nowy Rok.
Po rewolucji październikowej bożonarodzeniowe tradycje nie był pochwalane, ponieważ uważano je za zbyt „burżuazyjne i religijne”. Podobnie było z Dziadkiem Mrozem – w 1928 ogłoszono go „sojusznikiem” duchowieństwa i kułaka. Niemniej jednak, jego aktualny wizerunek przyjął swoją formę w czasach ZSRR i stał się głównym symbolem noworocznych świąt, które zastąpiły Boże Narodzenie. Pomimo to niektóre bożonarodzeniowe tradycje zostały przywrócone po słynnym liście Pawła Postyszewa, opublikowanym w Prawdzie, 28 grudnia 1935. W czasach stalinowskich Dziadek Mróz, Śnieżynka oraz Nowy Roczek pojawiali się w typowo komunistycznych szopkach bożonarodzeniowych oraz przedstawieniach jasełkowych, w których odgrywali role Świętej Rodziny.
W okresie radzieckiej dominacji w Europie Środkowo-Wschodniej, Dziadek Mróz przeniknął też do tradycji wielu narodów, zastępując swoje miejscowe odpowiedniki, które po rozpadzie ZSRR usiłowano przywrócić.

## Dziadek Mróz w radzieckiej kinematografii

### Filmy fabularne
- 1964: Dziadek Mróz – w roli Dziadka Mroza Aleksandr Chwyla

### Filmy animowane
- 1948: Noc noworoczna
- 1950: Gdy na choinkach zapalają się ognie
- 1969: Dziadek Mróz i lato
- 1978: Dziadek Mróz i szary wilk

## Dziadek Mróz we współczesnej Rosji
W 1998 ówczesny mer Moskwy Jurij Łużkow oświadczył, że rosyjski Dziadek Mróz mieszka w mieście Wielki Ustiug w obwodzie wołogodzkim. Duża popularność jaką się cieszy sprawiła, że w latach 2003–2010 do miejscowego urzędu pocztowego przyszło dwa miliony listów z Rosji i całego świata. 7 stycznia 2008 Władimir Putin oznajmił, że odwiedził dom Dziadka Mroza w Wielkim Ustigu, co było częścią obchodów prawosławnej wigilii Bożego Narodzenia.
Pod koniec 2010 Dziadek Mróz był jednym z kandydatów na maskotkę Zimowych Igrzysk Olimpijskich w 2014 w Soczi.

## Porównanie ze Świętym Mikołajem
- Futrzana czapa lub uszanka – nie nosi infuły (właściwie cebulastej mitry, ponieważ święty wywodził się z tradycji kościoła wschodniego) jak św. Mikołaj w wydaniu tradycyjnym ani czapki z pomponem jak zamerykanizowany św. Mikołaj.
- Jego długi do pięt kożuch może być nie tylko czerwony, ale także błękitny lub srebrny; jest przepasany sznurem, a nie pasem.
- Podpiera się kosturem, a nie pastorałem (zamerykanizowany św. Mikołaj niczym się nie podpiera).
- Na nogach ma walonki.
- Jego broda jest na ogół bardzo długa, podczas gdy broda św. Mikołaja może być krótko przystrzyżona. Włosy są proste.
- Jest wysoki i silny. Wygląda na dużego, ale z powodu ubrań, a nie dlatego, że jest gruby.
- Jego sanie ciągnie trojka, a nie renifery. Nie podróżuje po niebie, lecz po ziemi.
- Może mu towarzyszyć wnuczka Śnieżynka (ros. Снегурочка).
- Do domu wchodzi przez drzwi, nigdy przez komin. Prezenty może wręczyć osobiście albo zostawić pod choinką.

## Inne
- bohater opowiadań i książek Tomasza Pacyńskiego.